# دويل كورمان
دويل كورمان هو سياسي أمريكي، ولد في 17 سبتمبر 1932 في بيلفونتي في الولايات المتحدة، وتوفي في 8 ديسمبر 2019. نشط حزبياً في الحزب الجمهوري. وقد انتخب عضو مجلس ولاية بنسيلفانيا ‏.